# Lettres portugaises
Les Lettres portugaises, d'abord publiées anonymement sous le titre Lettres portugaises traduites en françois chez Claude Barbin à Paris en 1669 comme la traduction de cinq lettres d'une religieuse portugaise à un officier français, sont une œuvre dont la majorité des spécialistes pense qu'il s'agit d'un roman épistolaire dû à Gabriel de Guilleragues. Avant d'être considérées comme une œuvre de fiction attribuée à Guilleragues, les lettres ont été souvent attribuées, jusqu'au XXe siècle, à une religieuse franciscaine du XVIIe siècle du couvent de Beja au Portugal, du nom de Mariana Alcoforado (1640-1723), censée écrire à son amant français, le marquis de Chamilly, venu au Portugal combattre du côté des Portugais dans leur lutte pour l'indépendance  face à l'Espagne, de 1663 à 1668.

## Attribution

### Attribution originale
Ces lettres, prétendait-on, étaient entrées en possession du comte de Guilleragues, directeur de la Gazette de France, qui les avait traduites en français ; on ajoutait que l'original « portugais » avait été perdu. Par leur description sincère et saisissante de la passion amoureuse et le fait qu'on les supposait authentiques, elles firent sensation dans le monde littéraire dès leur publication en 1669 et elles connurent cinq éditions pendant la première année. Une édition de Cologne, également en 1669, assurait que le marquis de Chamilly était leur destinataire, ce qui devait être confirmé par Saint-Simon et par Duclos, mais on ne disait pas le nom de la femme qui les avait rédigées. On ne connaissait alors d'elle que le prénom, qu'elle se donne dès sa première lettre : Marianne. Cependant, en janvier 1810, elle commença d'être pourvue d'une manière d'état-civil, grâce au savant Boissonade, lequel dans un article publié par le Journal de l'Empire, se révéla possesseur d'un exemplaire des Lettres portugaises enrichi d'une note manuscrite ancienne disant : « La religieuse qui a écrit ces lettres se nommait Marianne Alcaforada, religieuse à Beja, entre l'Estramadure et l'Andalousie. Le cavalier à qui ces lettres furent écrites était le comte de Chamilly, dit alors le comte de Saint-Léger ». Les recherches effectuées dans les archives du couvent de Beja devaient confirmer qu'il y avait eu, dans cette communauté, une religieuse du nom de Mariana Alcoforado, née le 22 avril 1640, et donc de 4 ans plus jeune que Chamilly. À un siècle et demi de distance, les précisions fournies par la seconde édition des Lettres portugaises se trouvaient renforcées de la façon la plus inattendue. Les lettres demeurèrent donc attribuées jusqu'au XXe siècle, à Mariana Alcoforado. On montrait même la « Janela de Mértola » (« fenêtre de Mértola »), célèbre localement, d'où la jeune nonne était censée avoir d'abord vu le jeune officier français. 

### Attribution critique
Frederick Charles Green (de), dont les thèses ont été fortement critiquées au Portugal, prétendit mettre fin à cette version en 1926. Il assurait que Guilleragues était, non le traducteur, mais l'auteur, attribution ensuite confirmée, en 1953, 1961 et 1962, respectivement par Leo Spitzer (même s'il a également refusé l'autorité des lettres d'Héloïse envoyées à Abélard, excluant ainsi toute origine féminine de la belle littérature amoureuse épistolaire) et Jacques Rougeot puis Frédéric Deloffre (auteurs qui ont également été interrogés par des auteurs portugais, notamment s'interrogeant sur la facilité avec laquelle l'origine masculine a été attribuée avec seulement des preuves conjoncturelles). Les Lettres portugaises sont aujourd'hui reconnues par beaucoup de spécialistes, comme Maurice Lever, comme une œuvre de fiction due au comte de Guilleragues lui-même, et non une traduction du portugais. Mais pas pour tous les spécialistes, comme c'est le cas de Linda S. Kauffman ou Margaret Weitz, et même Jean-Pierre et Thérèse Lassalle, qui préfèrent ne pas prendre clairement position entre les deux thèses. 
En dépit de ces études historiques, des écrivains continuent à considérer ces lettres comme authentiques. En 2006, Myriam Cyr a publié un ouvrage intitulé Letters of a Portuguese nun : uncovering the mystery behind a 17th century forbidden love, où elle défend l'attribution à Mariana Alcoforado qui, religieuse instruite, lui paraît pouvoir avoir écrit ces lettres, tandis que leur style suggère une origine portugaise ; arguments peu différents de ceux du XIXe siècle. Récemment, dans une édition de ces lettres encore une fois publiées sous le nom d'auteur de Guilleragues, en préface Philippe Sollers se dit convaincu de leur authenticité : « Il y a encore des controverses sur les origines et l'authenticité de cette correspondance unilatérale. Je la tiens, moi, pour authentique, car aucun homme (et certainement pas le pâle Guilleragues) n'aurait pu aller aussi loin dans la description de la folie amoureuse féminine ».

## Contenu des lettres
La publication de ces lettres très passionnées fit, en partie parce qu'on les supposait authentiques, sensation dans toute l'Europe. Datées de décembre 1667 à juin 1668, les cinq lettres, écrites par la nonne pour « se plaindre de son abandon », constituent un des rares documents d'expérience humaine extrême et elles révèlent une passion qui, au cours de trois siècles, n'a rien perdu de son intensité. Courtes, passionnées et lyriques, ces cinq lettres montrent les stades successifs de foi, de doute et de désespoir par lesquels est passée la narratrice. Leur franchise absolue, leur tendresse exquise, leur passion, l'espoir, les excuses et le désespoir ainsi que le total aveu de soi-même ont suscité, à toutes les époques, l'étonnement et l'admiration de personnes célèbres comme la marquise de Sévigné. Le sentimentalisme des lettres, qui peuvent également être considérées comme des fragments d'auto-analyse psychologique inconsciente, annonce les genres littéraires du roman sensible et du roman épistolaire au XVIIIe siècle.

## Adaptations
- Lettres Portugaises, mise en scène d'Antoine Bourseiller, Théatre de Poche Montparnasse, avec Chantal Darget, 1965
- Lettres de la Religieuse Portugaise, mise en scène de Daniel Dupont avec Valentina Sanges, théâtre de l'Aire libre, TNB, Rennes, 2008.
- La Religieuse portugaise (2009), film d'Eugène Green inspiré des Lettres portugaises.
- Les Lettres portugaises[11] (2014), film de Bruno François-Boucher et  Jean-Paul Seaulieu, librement adapté de l'ouvrage.
- L'Ombre de Don Juan, d'après Les Lettres de la religieuse portugaise, drame de Benito Pelegrin, création Théâtre de Lenche, Marseille, 1989, texte précédé d'un essai, Les Cahiers de l'Egaré, 1989.

#### Ouvrages
- Lettres portugaises traduites en françois, Premiere édition: Paris, Claude Barbin,1669. Lire en ligne sur Gallica
- Lettres portugaises traduites en françois, Seconde édition: Paris, Claude Barbin, 1669. Lire en ligne sur Gallica
- José dos Santos, Descrição bibliográfica das edições das Cartas de amor de sóror Mariana Alcoforado dirigidas ao cavalheiro de Chamilly e das respostas do mesmo ás cartas da celebre freira portugueza, etc. Lisbonne, Livraria Lusitana, 1917
- Leonardo Pereira, As cartas de Sóror Mariana : história, viagens na Europa, Lisbonne, [s.n.], 1941
- António Augusto Gonçalves Rodrigues, Mariana Alcoforado : história e crítica de uma fraude literária, Coimbra, [s.n.], 1943
- Adrien Robinet de Cléry, Rilke traducteur, Genève, Georg, 1956
- Centre d’étude du vocabulaire français, Index des mots : Lettres portugaises, Besançon, Université de Besançon, 1960
- Marcelle Fauchier Delavigne, Visite à la Religieuse portugaise. Suivi des Lettres de la Religieuse Mariana Alcoforado, Paris, La Palatine, 1961
- Claude Aveline, —Et tout le reste n’est rien : la Religieuse portugaise : avec le texte de ses lettres, 1961; Paris, Mercure de France, 1986
- Andrée Crabbé Rocha, A epistolografia em Portugal, Coimbra, Livraria Almedina, 1965
- Antônio Belard da Fonseca, Mariana Alcoforado : a freira de Beja e as Lettres portugaises, Lisbonne, Imprensa Portugal-Brasil, 1966
- Giovanna Malquori Fondi, Le Lettres portugaises di Guilleragues, Napoli, Liguori, 1980
- Susan Lee Carrell, Le soliloque de la passion féminine, ou, Le dialogue illusoire : étude d’une formule monophonique de la littérature épistolaire, Tübingen, G. Narr ; Paris, J.-M. Place, 1982
- Jean-Pierre et Thérèse Lassalle, Un Manuscrit des lettres d’une religieuse portugaise : leçons, interrogations, hypothèses, Paris ; Seattle : Papers on French Seventeenth Century Literature, 1982
- Frédéric Deloffre, Lettres portugaises suivies de Guilleragues par lui-même, Paris, Gallimard, 1990
- Gisinda Eggers, Portugiesische Briefe : lettres d’amour d’une religieuse portugaise und ihre deutschen Ubersetzungen von 1751 bis 1945, Berlin, Universitätsbibliothek der Freie Universität Berlin, 1994
- Manuela Alvarez Jurado, La expresión de la pasión femenina a través de la epístola amorosa, el modelo portugués : las Heroidas, Correspondance entre Abélard et Heloïse, les Angoysses douloureuses, les Lettres portugaises, Córdoba, Universidad de Cordoba, Obra Social y Cultural CajaSur, 1998
- Alain Niderst, Essai d’histoire littéraire : Guilleragues, Subligny et Challe : des Lettres portugaises aux Illustres françaises, Saint-Genouph, Nizet, 1999
- Anna Klobucka, The Portuguese nun : formation of a national myth, Bucknell University Press, 2000
- Anne-Marie Quint, Je vous écris = Escrevo-lhe, Paris, Presses Sorbonne nouvelle, 2002
- Denis Fauconnier, Étude sur Guilleragues : Lettres portugaises : texte intégral, Paris, Ellipses, 2005

#### Articles

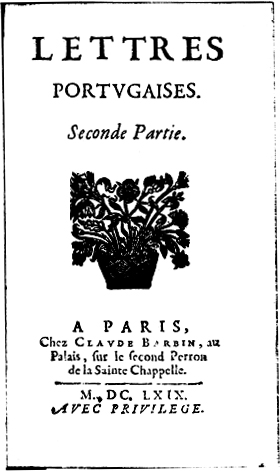
Page de garde de la deuxième partie des Lettres portugaises

- Graça Abreu, « Étude du secret », Éd. Jean Macary, Colloque de la SATOR à Fordham, Paris, Papers on French Seventeenth Century Literature, 1991, p. 145-51
- Madeleine Alcover, « Essai de stemmatologie : la Datation du manuscrit des Lettres portugaises », Papers on French Seventeenth Century Literature, 1985, no 12 (23), p. 621-650
- Janet Altman, « Portuguese Writing and Women’s Consciousness: The Loneliness of the Long-Distance Lover », Degré Second: Studies in French Literature, July 1983, no 7, p. 163-175
- Frank Baasner, « Die Lettres portugaises im literarhistorischen Bewusstsein Portugals », Sehnsuchtsorte, Éd. Thomas Bremer, Éd. Jochen Heymann, Tübingen, Stauffenburg, 1999, p. 59-69
- Richard-Laurent Barnett, « Excising the Text: Narrative Ablation in Guilleragues' Lettres portugaises », Romanic Review, 1997 May; 88 (3), p. 364-84
- Richard L. Barnett, « The Castrated Text: Discursive Annihilation in Les Lettres portugaises », The Language Quarterly, 1986 Spring-Summer; 24 (3-4), p. 23-30
- Jean-Philippe Beaulieu, « Le Statut des Lettres portugaises dans les formes épistolaires du XVIIe siècle », Orbis Litterarum: International Review of Literary Studies, 1990, no 45 (4), p. 330-340
- Elizabeth L. Berg, « Iconoclastic Moments: Reading the Sonnets for Helene, Writing the Portuguese Letters », The Poetics of Gender, Éd. & préf. Nancy K. Miller, Préf. Carolyn G. Heilbrun, New York, Columbia UP, 1986, p. 208-221
- Bernard Beugnot, « La IVe Portugaise: concordance et interprétation », Actes de New Orleans, Éd. Francis L. Lawrence, Intr. Wolfgang Leiner, Paris, Papers on French Seventeenth Century Literature, 1982, p. 19-34
- Bernard Bray, « La Signification des structures adversatives dans la IVe Lettre portugaise », Actes de New Orleans, Éd. Francis L. Lawrence, Intr. Wolfgang Leiner, Paris, Papers on French Seventeenth Century Literature, 1982, p. 35-41
- Susan Lee Carrell, « From Dialogue to Monologue: Mariane’s Fourth Letter », Actes de New Orleans, Éd. Francis L. Lawrence, Intr. Wolfgang Leiner, Paris, Papers on French Seventeenth Century Literature, 1982, p. 43-53
- J. Chupeau, « À propos de quelques éditions oubliées des Lettres portugaises », Revue d’Histoire Littéraire de la France, 1972, no 72, p. 119-26
- J. Chupeau, « Les Remaniements des Lettres portugaises dans le recueil des plus belles lettres Françaises de Pierre Richelet. Étude de style. », Français Moderne: Revue de Linguistique Française, 1970, no 38, p. 44-58
- J. Chupeau, « Remarques sur la genèse des Lettres portugaises », Revue d’Histoire Littéraire de la France, 1969, no 69, p. 506-524
- J. Chupeau, « Vandel et l’énigme des Lettres portugaises », Revue d’Histoire Littéraire de la France, 1968, no 68, p. 221-228
- Alexandre Cioranescu, « La Religieuse portugaise 'et tout le reste est littérature' », Revue des Sciences Humaines, 1963, no 111, p. 317-327
- Anne-Marie Clin, « Les Lettres portugaises 'rajeunies' par Dorat », Œuvres & Critiques : Revue Internationale d’Étude de la Réception Critique d’Étude des Œuvres Littéraires de Langue, 1987, no 12 (1), p. 109-20
- William Cloonan, « Braque’s Le Portugais and a Portuguese Nun », The French Review, Mar. 1990; no 63 (4), p. 607-616
- Xavier B Coutinho, « Um Escritor a Menos na Literatura Portuguesa: Sóror Mariana Alcoforado », Memórias da Academia das Ciências de Lisbonne, Classe de Letras, 1980, no 21, p. 215-234
- Robert A. Day, « Madame d’Aulnoy on the Lettres Portugaises », Modern Language Notes, Déc. 1952, no 67 (8), p. 544-46
- Frédéric Deloffre, « À propos d’une édition : Les Lettres portugaises vingt ans après », Dix-Septième Siècle, 1982 Jan.-Mar.; 34 (134), p. 67-76
- Frederic Deloffre, « État présent des études sur Guilleragues et les Lettres portugaises », L’Information Littéraire, 1967, no 19, p. 143-155
- Frédéric Deloffre, « L’Auteur des Lettres Portugaises juge de la tragédie racinienne », L’Esprit Créateur, 1964, no 4, p. 183-192
- Frédéric Deloffre, « Le Problème des Lettres Portugaises et l’analyse stylistique », Langue et littérature: Actes du VIIIe Congrès de la Fédération Internationale des Langues et Littératures Modernes, 1962, p. 282-283
- Frédéric Deloffre, « L’Énigme des Lettres portugaises : Preuves et documents nouveaux », Bulletin des Études Portugaises et Brésiliennes, 1966, no 27, p. 11-27
- Frédéric Deloffre, « Les Lettres portugaises », L’Information Littéraire, 1989, no 41 (4), p. 7-12
- Frédéric Deloffre, « Les Lettres portugaises, miracle d’amour ou miracle de culture », Cahiers de l’Association Internationale des Études Françaises, 1968, no 20, p. 19-37
- Jeanine Delpech, « La religieuse portugaise était un gentilhomme gascon », Nouvelles Littéraires, 1962, 15 Fév., no 1, p. 7
- P. M. E Dronke, « Héloise and Marianne: Some Reconsiderations », Romanische Forschungen, 1960, no 72, p. 223-256
- E. T. Dubois, « A Mulher e a Paixão: Das Lettres Portugaises (1669) às Novas Cartas Portuguesas (1972) », Coloquio/Letras, Mar.-Apr. 1988, no 102, p. 35-43
- Giovanna Malquori Fondi, « Ancora sulle Lettres portugaises: Remarques sur un 'faux problème' », Annali Istituto Universitario Orientale, Napoli, Sezione Romanza, 1986, no 28 (1), p. 239-246
- Giovanna Malquori Fondi, « Les 'brutte infedeli' ou des traductions italiennes des Lettres Portugaises », La Traduction au XVIIe siècle, Éd. Suzanne Guellouz, Paris, Klincksieck, 1991, p. 277-97
- Charlotte Frei, « Die literarische 'Restaurierung': Lesen, schreiben, überleben », Éd. et Intr. Eva Katrin Müller, Éd. et Intr. Holger Siever, Éd. et Intr. Nicole Magnus, Alterungsprozesse: Reifen-Veralten-Erneuern, Bonn, Romanistischer, 2003, p. 166-78
- Ursula Geitner, « Allographie. Autorschaft und Paratext – im Fall der Portugiesischen Briefe », Paratexte in Literatur, Film, Fernsehen., Éd. Klaus Kreimeier, Éd. Georg Stanitzek, Akademie, Berlin, 2004, p. 55-99
- Claire Goldstein, « Love Letters: Discourses of Gender and Writing in the Criticism of the Lettres portugaises », Romanic Review, Nov 1997, no 88 (4), p. 571-90
- Denise Gras, « La Fiammetta et les Lettres Portugaises », Revue de Littérature Comparée, 1965, no 39, p. 546-574
- Frederick Charles Green (de), « Who was the author of the Lettres portugaises ? », Modern Language Review, 1926, no 21, p. 159-167
- Dietrich Heider, « L’Amour et la littérature : Les Lettres portugaises et L’Astrée d’Honoré d’Urfé », Papers on French Seventeenth Century Literature, 1982, no 9 (16 [2]), p. 347-351
- David E. Highnam, « Lettres portugaises : Passion in Search of Survival », Modern Language Quarterly, 1972, no 33, p. 370-81
- Richard G. Hodgson, « Le Roman paradoxal : Une Analyse des polarités dans les Lettres portugaises », Actes de New Orleans, Éd. Francis L. Lawrence, Intr. Wolfgang Leiner, Paris, Papers on French Seventeenth Century Literature, 1982, p. 73-86
- (it) P. A. Jannini, « Dai 'Sentiments d’amour' alla 'Lettre amoureuse': La 'Seconde partie' delle Lettres portugaises », Eros in Francia nel Seicento Préf. Paolo Carile, Bari ; Paris, Adriatica ; Nizet, 1987, p. 265-278
- (it) P. A. Jannini, « Le Lettres portugaises in Italia », Estudos Italianos em Portugal, 1965, no 25, p. 37-43
- (nl) M. de Jong, « De Lettres Portugaises-gezien door Portugese bril », Forum der Letteren: Tijdschrift voor Taal- en Letterkunde, 1968, no 9, p. 225-39
- Peggy Kamuf, « Writing like a Woman », Women and Language in Literature and Society, Éd. Sally McConnell-Ginet, Éd. Ruth Borker, Éd. Nelly Furman, New York, Praeger, 1980, p. 284-299
- (de) Eva-Maria Knapp-Tepperberg, « Robert Chasles und die Lettres Portugaises », Germanisch-Romanische Monatsschrift, 1969, no 19, p. 24-33
- Paule Koch, « Concurrence autour des Lettres portugaises : Éditions autorisées et contrefaçons », La Bibliographie matérielle, Éd. & Intr. Roger Laufer, Paris, CNRS, 1983, p. 147-176
- (de) Heinz Kroll, « Zur Frage der Echtheit der Lettres portugaises », Aufsatze zur Portugiesischen Kulturgeschichte (Portugiesische Forschungen der Gorre) , 1970, no 10, p. 70-88
- Roxanne Decker Lalande, « Sister Act: Dramatic Improvisation in the Lettres portugaises », dans La Spiritualité/L’Épistolaire/Le Merveilleux au Grand Siècle, Éd. David Wetsel, Éd. Frédéric Canovas, Éd. Gabrielle Verdier, Éd. Elisabeth Goldsmith, Éd. Jacques Grès-Gayer, Tübingen, Narr, 2003, p. 147-57
- Paule Lapeyre, « Le Potentiel tragique des Lettres portugaises déchargé dans les Réponses et Nouvelles lettres », Hommage à Claude Digeon, Préf. Claude Faisant, Paris, Belles Lettres, 1987, p. 185-188
- Thérèse Lassalle, « De quelques Détournements dans la cinquième des Lettres portugaises », Romanistische Zeitschrift für Literaturgeschichte/Cahiers d’Histoire des Littératures Romanes, 1997, no 21 (3-4), p. 253-59
- Jean-Pierre et Thérèse Lassalle, « Un Manuscrit des Lettres d’une religieuse portugaise : Leçons, interrogations, hypothèses », Avant-propos de Wolfgang Leiner, Paris ; Seattle, Papers on French Seventeenth Century Literature, 1982
- Thérèse Lassalle-Maraval, « 'La Femme rompue' : À propos de Mariane dans les Lettres portugaises », Des Femmes: Images et écritures, Éd. et Intr. Andrée Mansau, Préf. Béatrice Didier, Toulouse, PU du Mirail, 2004, p. 49-59
- Thérèse Lassalle-Maraval, « Les Lettres portugaises avis au lecteur : Stratégie ou aveu ? » Littératures, Print. 1993; 28, p. 61-71
- Thérèse Lassalle-Maraval, « Lettre de rupture ou rupture de l’être ? À propos de la première des Lettres portugaises », L’Esprit et les Lettres, Éd. François-Charles Gaudard, Intr. Jean-Pierre Vernant, Toulouse, PU du Mirail; 1999, p. 283-90
- A. Lebois, « La Portugaise s’appelait Clara Gazul ? » Âge Nouveau, 1962, no 114, p. 95-99
- Charles R. Lefcourt, « Did Guilleragues Write The Portuguese Letters ? », Hispania, 1976 Sept; 59 (3), p. 493-97
- Wolfgang Leiner, « De Nouvelles Considérations sur l’apostrophe initiale des Lettres portugaises », Romanische Forschungen, 1966, no 78, p. 548-566
- Wolfgang Leiner, « Du nouveau sur le texte de Guilleragues : La Découverte par Thérèse et Jean-Pierre Lassalle d’un manuscrit de 12 Lettres portugaises », Actes de New Orleans, Éd. Francis L. Lawrence, Intr. Wolfgang Leiner, Paris, Papers on French Seventeenth Century Literature, 1982, p. 97-102
- Wolfgang Leiner, « Vers une nouvelle interprétation des Lettes portugaises : Marianne entre son amour et son amant », Romanische Forschungen, 1965, no 77, p. 64-74
- Ann Lapraek Livermore, « D. Francisco Manuel de Melo e as Lettres portugaises », Coloquio/Letras, 1963, no 25, p. 49-51
- G J. Maillinson, « Guilleragues et le roman épistolaire en Angleterre », France et Grande-Bretagne de la chute de Charles Ier à celle de Jacques II (1649-1688), Éd. Christopher Smith, Éd. Elfrieda Dubois, Éd. Robert McBride, intr. Roger Duchêne, Norwich, Univ. of East Anglia, 1990, p. 263-73
- Jonathan Mallinson, « Writing Wrongs: Lettres portugaises and the Search for an Identity », Writers and Heroines: Essays on Women in French Literature, Éd. et préf. Shirley Jones Day, Intr. Annette Lavers, Bern, Peter Lang, 1999, p. 31-47
- Giovanna Malquori-Fondi, « Le Passé comme élément thématique et narratif dans la IVe Lettre portugaise », Actes de New Orleans, Éd. Francis L. Lawrence, Intr. Wolfgang Leiner, Paris, Papers on French Seventeenth Century Literature, 1982, p. 55-72
- (pt) Wilson Martins, « Uma Mistificacao Literaria: O Caso das Lettres portugaises », American Hispanist, 1976, no 1 (7): 7-8
- Christiane Mervaud, « Sur la réception des Lettres portugaises au XVIIIe siècle », Œuvres & Critiques : Revue Internationale d’Étude de la Réception Critique d’Étude des Œuvres Littéraires de Langue, 1987, no 12 (1), p. 99-108
- (it) Giorgio Mirandola, « Ancora sulle Lettres portugaises e sul problema della lora genesi », Studi Francesi, 1965, no 9, p. 94-96
- (it) Giorgio Mirandola, « Guilleragues e le Lettres portugaises: Sviluppi europei di un problema critico », Studi Francesi, 1968, no 12, p. 80-89
- (it) Giorgio Mirandola, « Robert Chasles e le Lettres portugaises », Studi Francesi, 1965, no 9, p. 271-275
- Mary Jo Muratore, « 'Funeste aveuglement' : La Quête de l’artifice dans Les Lettres portugaises », The Language Quarterly, 1984 Spring-Summer, no 22 (3-4): 2-4, p. 53
- (en) Marie Jo Muratore, « Loveless Letters : Narrative Deceits in Guilleragues’s Lettres portugaises » Symposium: A Quarterly Journal in Modern Literatures, 1994 Winter, no 47 (4), p. 289-300
- Fernando Namora, « Le Néo-Réalisme dans les Lettres portugaises », Europe, 1967, no 464, p. 223-246
- (en) Robert F. O’Reilly, « Time and Consciousness in the Lettres Portugaises », Romance Notes, 1970, no 11, p. 586-90
- J.-M. Pelous, « À propos des Lettres portugaises : Comment interpréter l’apostrophe initiale 'Considère, mon amour...'? », Revue d’Histoire Littéraire de la France, 1972, no 72, p. 202-08
- Jean-Michel Pelous, « La Figure de l’amant dans les Lettres portugaises : Vers une nouvelle définition des valeurs amoureuses », Travaux de Linguistique et de Littérature, 1982, no 20 (2), p. 79-85
- Jean-Michel Pelous, « Une Héroïne romanesque entre le naturel et la rhétorique : Le Langage des passions dans les Lettres portugaises », Revue d’Histoire Littéraire de la France, 1977, no 77, p. 555-63
- (en) Susannah Quinsee, « Deconstructing Female 'Virtue': Mariana Alcoforado’s Five Love Letters from a Nun to a Cavalier and Aphra Behn’s Love Letters between a Nobleman and His Sister », Eighteenth-Century Women: Studies in Their Lives, Work, and Culture, 2002, no 2, p. 1-21
- Jean-Michel Racault, « Un Roman aux limites du roman : Le Soliloque de la passion dans les Lettres de la religieuse portugaise », Visages de la féminité, Préf. A.-J. Bullier, J.-M. Préf. Racault, St.-Denis: Univ. de Réunion; 1984, p. 81-111
- Jacques Rougeot, « Un Ouvrage inconnu de l’auteur des Lettres portugaises », Revue des Sciences Humaines, 1961, no 101, p. 23-36
- Jacques Rougeot, « Un Roman épistolaire vécu par l’auteur des Lettres portugaises », Cahiers de l’Association Internationale des Études Françaises, 1977, no 29, p. 159-72
- (en) Mary M. Rowan, « Seventeenth-Century France and Portugal: Reciprocal Literary Influences », Papers on French Seventeenth Century Literature, 1982, no 9 (16 [2]), p. 341-345
- (en) Darlene J. Sadlier, « Form in Novas Cartas Portuguesas », Novel: A Forum on Fiction, Spring 1986, no 19 (3), p. 246-63
- (en) Ellen W. Sapega, « Novas cartas portuguesas Reconsidered: Recent Critical Studies on Portuguese Women’s Writing », Journal of Romance Studies, 2002 Spring; 2 (1), p. 111-18
- Volker Schröder, « Les Méditations de Mariane : la Matrice mystique des Lettres portugaises », La Femme au XVIIe siècle, Éd. et préf. Richard G. Hodgson, Tübingen, Narr, 2002, p. 283-99
- Philippe Sellier, « Sur le Tragique épistolaire », Correspondances, Éd. Wolfgang Leiner, Éd. Pierre Ronzeaud, Tübingen, Narr, 1992, p. 513-19
- Leo Spitzer, « Les Lettres portugaises », Romanische Forschungen, 1953, no 65, p. 94-135
- Maria Strzalko, « En marge des Lettres portugaises », Revue de Littérature Comparée, 1970, no 44, p. 244-50
- Gabrielle Verdier, « Commentaire sur la communication du professeur Carrell : Remarques sur le style et la rhétorique des Lettres portugaises », Actes de New Orleans, Éd. Francis L. Lawrence, Intr. Wolfgang Leiner, Paris, Papers on French Seventeenth Century Literature, 1982, p. 87-96
- (en) Gabrielle Verdier, « Gender and Rhetoric in Some Seventeenth-Century Love Letters », Esprit Créateur, Summer 1983 ; no 23 (2), p. 45-57
- (en) Nelson H. Vieira, « The Elusive Lettres portugaises », Éd. Bernard H. Bichakjian From Linguistics to Literature: Romance Studies Offered to Francis M. Rogers, Amsterdam, Benjamins, 1981, p. 259-267
- Max Freiherr von Waldberg, « Sentiments d’un critique allemand du début du siècle sur les Lettres portugaises », Œuvres & Critiques : Revue Internationale de la Réception Critique des Œuvres Littéraires de Langue Française, 1976, no 1 (1), p. 146-49